# Eduardo José Borges Machado
Eduardo José Borges Machado (Chaves, 26 aprile 1990) è un calciatore portoghese, difensore del Santa Maria.

## Caratteristiche tecniche
È un terzino destro.

## Carriera

### Club
Cresciuto nelle giovanili del Chaves, ha esordito il 15 novembre 2009 in un match vinto 2-0 contro il Penafiel.

## Statistiche

### Presenze e reti nei club
Statistiche aggiornate al 7 luglio 2017.
| Stagione        | Squadra         | Campionato      | Campionato | Campionato | Coppe nazionali | Coppe nazionali | Coppe nazionali | Coppe continentali | Coppe continentali | Coppe continentali | Altre coppe | Altre coppe | Altre coppe | Totale | Totale | Totale |
| Stagione        | Squadra         | Comp            | Pres       | Reti       | Comp            | Pres            | Reti            | Comp               | Pres               | Reti               | Comp        | Pres        | Reti        | Pres   | Reti   |        |
| --------------- | --------------- | --------------- | ---------- | ---------- | --------------- | --------------- | --------------- | ------------------ | ------------------ | ------------------ | ----------- | ----------- | ----------- | ------ | ------ | ------ |
| 2009-2010       | Chaves          | SL              | 5          | 0          | TP+TL           | 2+0             | 2+0             |                    | -                  | -                  |             | -           | -           | 7      | 2      |        |
| 2010-2011       | Chaves          | SD              | 27         | 1          | TP              | 1               | 0               |                    | -                  | -                  |             | -           | -           | 28     | 1      |        |
| 2011-2012       | Chaves          | SD              | 24         | 1          | TP              | 3               | 0               |                    | -                  | -                  |             | -           | -           | 27     | 1      |        |
| 2012-2013       | Chaves          | SD              | 21         | 0          | TP              | 1               | 0               |                    | -                  | -                  |             | -           | -           | 22     | 0      |        |
| 2013-2014       | Freamunde       | 3D              | 33         | 3          | TP              | 3               | 0               |                    | -                  | -                  |             | -           | -           | 36     | 3      |        |
| 2014-2015       | Tondela         | SL              | 42         | 1          | TP+TL           | 1+4             | 0               |                    | -                  | -                  |             | -           | -           | 0      | 0      |        |
| 2015-gen. 2016  | Tondela         | PL              | 11         | 0          | TP+TL           | 1+1             | 0               |                    | -                  | -                  |             | -           | -           | 13     | 0      |        |
| Totale Tondela  | Totale Tondela  | Totale Tondela  | 53         | 1          |                 | 7               | 0               |                    | -                  | -                  |             | -           | -           | 60     | 1      |        |
| gen.-giu. 2016  | Chaves          | SL              | 8          | 0          | TP+TL           | 0               | 0               |                    | -                  | -                  |             | -           | -           | 8      | 0      |        |
| Totale Chaves   | Totale Chaves   | Totale Chaves   | 85         | 2          |                 | 7               | 2               |                    | -                  | -                  |             | -           | -           | 92     | 4      |        |
| 2016-2017       | Boavista        | PL              | 24         | 0          | TP+TL           | 0+1             | 0               |                    | -                  | -                  |             | -           | -           | 25     | 0      |        |
| Totale carriera | Totale carriera | Totale carriera | 195        | 6          |                 | 18              | 2               |                    | -                  | -                  |             | -           | -           | 113    | 8      |        |

## Palmarès
- Segunda Divisão: 2

Chaves: 2012-2013
Tondela: 2013-2014
- Segunda Liga: 1

Tondela 2014-2015